# E.D.I. Mean
E.D.I. Mean, pseudonimo di Malcolm Greenidge (New York, 7 luglio 1974), è un rapper statunitense.
Fa parte del gruppo Outlawz, creato da Tupac Shakur.

## Discografia

### Album
- 2002: Blood Brothers (con Kastro)
- 2008: Doin' It Big (con 8Ball)

### Outlawz
- 2006: Against All Oddz (con Young Noble)